# Université de Fribourg

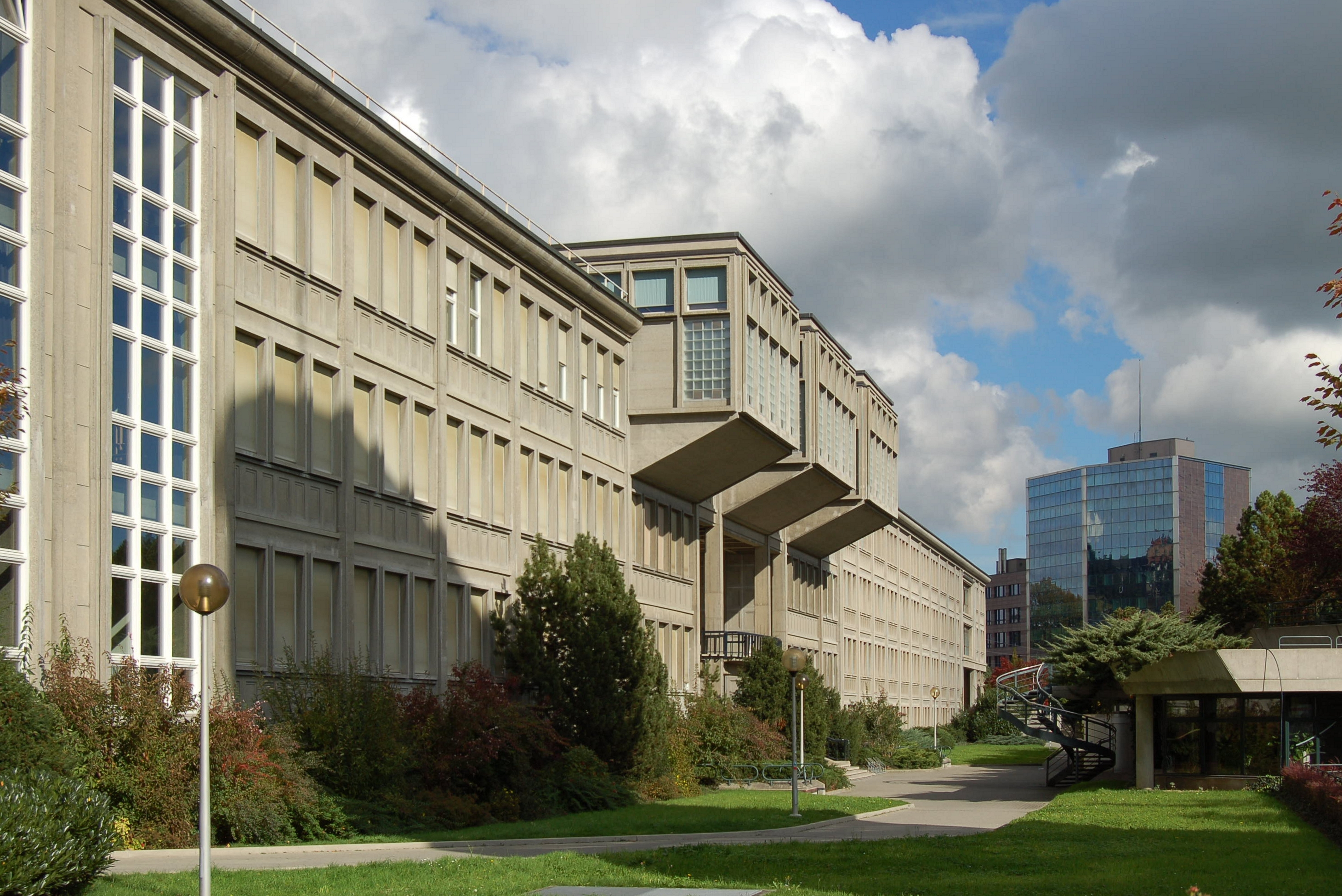
Site Miséricorde de l'Université de Fribourg.

Ne doit pas être confondu avec Université de Fribourg-en-Brisgau.
L'Université de Fribourg (Unifr), en allemand Universität Freiburg, est une université fondée en 1889 dans la ville de Fribourg, en Suisse.
L'Université de Fribourg se distingue par son bilinguisme, son caractère international, ainsi que par de nombreuses spécialités dans la recherche et la formation. Elle accueille plus de 10 000 étudiants. Elle est dirigée par la rectrice Katharina Fromm, depuis le 1er février 2024.

## Histoire

### Création et évolution
L'Université de Fribourg a été fondée en 1889 à l'initiative de l'homme politique Georges Python (1856-1927), dont c'était le projet politique principal pour le développement du canton de Fribourg, alors surnommé la "République chrétienne" dans le cadre de vastes projets de modernisation paradoxalement menés par un régime ultra-conservateur. Les Facultés de droit et de lettres ouvrent d'abord (1889), suivies par celle de théologie (1890) et celle des sciences (1895). Au début du XXe siècle, le corps enseignant – en grande partie laïque – est surtout composé de professeurs français (comme le géographe Jean Brunhes et le préhistorien Henri Breuil) et allemands ; cette cohabitation entraîne parfois des tensions, vu le contexte politique international. Les étudiants sont alors au nombre d'environ 300.
Un bâtiment spécifique est construit en 1939-41 sur la place de l'ancien cimetière de Miséricorde. Les plans on été dressés par Denis Honegger, l'architecte suisse établi à Paris, en collaboration avec l'architecte fribourgeois Fernand Dumas, spécialiste des constructions en béton.
Dans une convention de 1949 avec le Conseil d'État, les évêques suisses déclarent faire leur possible pour procurer à l'Université un demi-million de francs par des quêtes dans les églises ou par des collectes auprès des catholiques suisses. Cet engagement est subordonné à la condition que l'Université conserve son caractère d'université catholique.

### Développements récents
En 2005, l'université a inauguré son campus Pérolles 2, conçu pour accueillir la faculté des sciences économiques et sociales et du management. Des plans de construction d'un musée des antiquités bibliques sont par ailleurs en cours de réalisation au sein même de la Tour Henri. Finalement, c'est le 20 octobre 2014 que le Musée Bible+Orient est officiellement inauguré dans les espaces actuels de l’Université de Fribourg. L'université possède la plus grande collection d'antiquités bibliques au monde après celles du British Museum et du musée du Caire. L'Université de Fribourg a également développé « Frimat » qui est un centre d'excellence en nanotechnologies.
Dans le cadre du réseau BeNeFri qui regroupe les trois Universités de Berne, de Neuchâtel et de Fribourg, les étudiants de l'une de ces universités peuvent suivre certains cours dispensés dans les deux autres tout en continuant de recevoir des crédits dans leur établissement d'origine. L'université suit les exigences du processus Sorbonne-Bologne et a inauguré pour l'année 2009-2010 un nouveau diplôme postgrade en droit, le Master of Laws in Cross-Cultural Business Practice, dont l'enseignement est en anglais.
Depuis 2014, l'Université de Fribourg collabore avec l'École polytechnique fédérale de Lausanne (EPFL) et la Haute École d'ingénierie et d'architecture de Fribourg au sein du Smart Living Lab pour mener des recherches interdisciplinaires dédiées au futur de l'habitat.

## Organisation

### Facultés
L'Université de Fribourg compte six facultés et dispose d'un large éventail de formations :
- La Faculté des lettres et des sciences humaines est la plus grande faculté avec plus de 4 600 étudiants[3]. Ceux-ci suivent des cours et des séminaires dans les domaines de la philosophie, des sciences historiques, des langues, de la littérature, de la psychologie ou des sciences sociales.
- La Faculté de droit compte environ 1 600 étudiants[3]. Le programme comprend le droit national et international ; ces matières peuvent être suivies en bilingue.
- La Faculté de théologie est la plus grande et la plus internationale de Suisse, et, avec Lucerne, l'Université de Fribourg est la seule université d'État de Suisse à avoir une faculté de théologie catholique. Elle compte environ 360 étudiants[3].
- Plus de 1 500 étudiants sont inscrits dans un des cinq programmes de Bachelor et neuf programmes de Master de la Faculté des sciences économiques et sociales et du management[3]. Le corps professoral enseigne dans l'un des quatre départements suivants : gestion d'entreprise, économie politique, informatique de gestion (interdisciplinaire avec le département d'informatique de la Faculté des sciences), sciences des médias et de la communication. En outre, l'international institute of management in technology (iimt) et le Verbandsmanagement Institut (VMI) sont rattachés à la Faculté.
- La Faculté des sciences et de médecine a été fondée en 1896 et comprend sept départements : la biologie, la chimie, les géosciences, l'informatique, les mathématiques, la médecine et la physique. La Faculté des sciences est composée de 14 domaines : la biochimie, la biologie, la chimie, la géographie, l'informatique, la médecine humaine (avec Master depuis 2019), les mathématiques, les neurosciences, la physique, les sciences biomédicales, les sciences de l'environnement, les sciences de la Terre (Géologie) et le sport. Elle comprend plus de 2 000 étudiants[3]. En outre, l'Institut Adolphe Merkle est rattaché à la Faculté[8].
- La Faculté des sciences de l'éducation et de la formation, officiellement créée le 1er août 2025, est issue du regroupement de l'Université de Fribourg avec la Haute École Pédagogique Fribourg (HEP|PH FR)[9].

### Campus
L'Université n'a pas de campus central, ses bâtiments étant dispersés à travers la ville. Les principaux sites sont :
- Miséricorde - Droit, théologie, lettres et sciences humaines et administration centrale
- Beauregard - Droit et lettres
- Pérolles - Sciences
- Pérolles 2 - Sciences économiques, sociales et du management
- Regina Mundi - Psychologie
- Pierre Aeby - Département de philologie classique, histoire ancienne et patristique (Institut du Monde Antique et Byzantin)
- Bonnesfontaines - Pédagogie
- St-Pierre Canisius - Pédagogie spécialisée
- Stade Saint-Léonard - Sciences du sport
- Bibliothèque cantonale et universitaire de Fribourg

## Symboles
Le premier sceau de l'Université représentait une croix surmontant une sphère (la Terre) sur le blason noir et blanc du canton de Fribourg. L'ancien logo de l'Université, utilisé de 2001 jusqu'en 2013, était de la forme d'un « F » bleu (avec des triangles renvoyant à la structure de la façade du bâtiment de Miséricorde et symbolisant les Alpes[réf. nécessaire]). Le nom de l'Université de Fribourg est quant à lui écrit en latin :

Logo de l'Université de Fribourg jusqu'en 2013.
Logo de l'université de Fribourg dès le 15 octobre 2013[10].

## Fiction
Le professeur Paul Cantonneau, coéquipier de Tintin dans L'Étoile mystérieuse, Les Sept Boules de cristal et Le Temple du soleil, est décrit comme professeur à l'Université de Fribourg.

## Personnalités liées à l'Université de Fribourg

### Recteurs
Les personnalités suivantes ont notamment occupé la fonction de recteur de l'Université de Fribourg :
- 1889-1891 : Joseph Bédier
- 1892-1893 : Martino Pedrazzini
- 1898-1899 : Johann Peter Kirsch
- 1899-1900 : Émile Bise
- 1902-1903 : Pierre Mandonnet
- 1909-1910 : Jean Brunhes (1869-1930), géographe
- 1911-1912 : Georges Gariel (1872-1957), juriste
- 1922-1923 : Ernest-Bernard Allo
- 1936-1937 : Eugène Dévaud
- 1939-1940 : Pierre Aeby (homme politique, 1884-1957)
- 1946-1947 : Antoine Braun (1893-1980), dominicain belge formé à Louvain
- 1964-1966 : Józef Maria Bocheński
- 1983-1991 : Augustin Macheret
- 1991-1995 : Hans Meier
- 1995-2003 : Paul-Henri Steinauer
- 2003-2007 : Urs Altermatt
- 2007-2015 : Guido Vergauwen
- 2015-2024 : Astrid Epiney
- depuis 2024 : Katharina Fromm

### Enseignants
- Henri Breuil, préhistorien, professeur agrégé (privat-docent) de 1906 à 1910.
- Antoine Favre, professeur de droit de 1930 à 1952, puis chargé de cours jusqu'en 1971
- Pierre-Henri Simon, professeur de littérature française de 1949 à 1963.
- Jean Roudaut, professeur de littérature française moderne et contemporaine, de 1974 à 1991.
- Michel Bugnon-Mordant, professeur à la Faculté des Lettres (1985-1993)[13].
- Marianne Schmid Mast, psychologue
- Joseph Deiss, conseiller fédéral, président de l'Assemblée générale des Nations unies.

### Étudiants
- Madeleine Emma Joye-Thévoz (1906-1989), pionnière de la lutte pour le suffrage féminin dans le canton de Fribourg.
- Flavio Cotti, conseiller fédéral.
- Joseph Deiss, conseiller fédéral, président de l'Assemblée générale des Nations unies.
- Antoine Favre, juge fédéral, professeur de droit et homme politique suisse
- Oskar Freysinger, politicien, conseiller d'État valaisan.
- Le chanoine Lionel Groulx, historien québécois.
- Arnold Koller, conseiller fédéral.
- Gottfried Locher, président de l'Église évangélique réformée de Suisse de 2011 à 2020.
- Bienheureux Rupert Mayer, figure de proue de la résistance catholique au nazisme.
- Jean de Modzelewski, physicien, entrepreneur et diplomate polonais.
- Charles Morerod, théologien, évêque de Lausanne, Genève et Fribourg.
- Pericle Patocchi, écrivain et enseignant suisse.
- Doris Russi Schurter, avocate suisse.
- Léon Savary, écrivain et journaliste suisse.
- Tadeusz Skowroński, diplomate et essayiste polonais.
- Chaim Weizmann, chimiste, président de l'État d'Israël entre 1949-1952.
- Simonetta Sommaruga, conseillère fédérale.
- Gianni Infantino, président de la FIFA.
- Sérgio Vieira de Mello, fonctionnaire international brésilien des Nations unies.
- Viola Amherd, conseillère fédérale[14].
- Klaus Schwab, ingénieur et économiste allemand, fondateur du Forum économique mondial.